# Verzorgingsplaats Stille Wald
Verzorgingsplaats Stille Wald is een Nederlandse verzorgingsplaats aan de A18 in de richting Zevenaar → Enschede enkele kilometers na knooppunt Oud-Dijk in Wehl, gemeente Doetinchem.
De verzorgingsplaats dankt haar naam aan het natuurgebied Stille Wald en het landgoed Stille Wald, dat er ten noordoosten achter ligt.
Er ligt een tankstation van Esso.
Aan de andere kant van de snelweg ligt verzorgingsplaats Geulenkamp, waar oplaadpalen staan voor elektrische auto's.
Richting Enschede:
Stille Wald
Richting Zevenaar:
Geulenkamp